# جاكميل
جاكميل هي بلدية من بلديات هايتي. وهي عاصمة إدارة الجنوب شرقية، يبلغ عدد سكانها 26077 نسمة وذلك حسب إحصائيات سنة 2003.

## توأمة
لجاكميل اتفاقيات توأمة مع:
- بالم بيتش

## أعلام
- جين دوفال
- كاستيرا بازيلي
- ميشال أوريستى
- أغاثي علاء الدين
- أليكساندر غريغوار

## وصلات خارجية
- الموقع الرسمي